# NGC 762
NGC 762 is een balkspiraalstelsel in het sterrenbeeld Walvis. Het hemelobject werd op 22 november 1785 ontdekt door de Duits-Britse astronoom William Herschel.

## Synoniemen
- PGC 7322
- MCG -1-6-6
- MK 1012
- IRAS01544-0538